# فیلیپ فورست
فیلیپ فورست (آلمانی: Philipp Fürst; ۸ نوامبر ۱۹۳۶ – ۶ نوامبر ۲۰۱۴) ژیمناست هنری اهل آلمان بود.
وی همچنین برندهٔ جوایزی همچون برگ بوی نقره‌ای شده‌است.